# Campionati mondiali di maratona canoa/kayak 2000
I Campionati mondiali di maratona canoa/kayak 2000 sono stati l'8ª edizione della manifestazione. Si sono svolti a Dartmouth, in Canada, il 2 e il 3 settembre 2000.

## Medagliere
| Pos.   | Paese      | Oro | Argento | Bronzo | Totale |
| ------ | ---------- | --- | ------- | ------ | ------ |
| 1      | Spagna     | 3   | 1       | 0      | 4      |
| 2      | Ungheria   | 2   | 3       | 1      | 6      |
| 3      | Danimarca  | 1   | 0       | 1      | 2      |
| 4      | Canada     | 0   | 1       | 0      | 1      |
| 4      | Rep. Ceca  | 0   | 1       | 0      | 1      |
| 6      | Australia  | 0   | 0       | 2      | 2      |
| 7      | Germania   | 0   | 0       | 1      | 1      |
| 7      | Portogallo | 0   | 0       | 1      | 1      |
| Totale | Totale     | 6   | 6       | 6      | 18     |

## Podi

### Uomini
| Evento | Oro                                            | Perform.    | Argento                                               | Perform.    | Bronzo                                | Perform.    |
| Canoa  |                                                |             |                                                       |             |                                       |             |
| C-1    | Karsten Scales                                 | 2h40'19",12 | Pavel Bednár                                          | 2h40'19",78 | Pál Pétervári                         | 2h40'37"    |
| C-2    | Ungheria Edvin Csabai Attila Györe             | 2h31'07"    | Canada Richard Dalton Michael Scarola                 | 2h31'11"    | Germania Vladimir Clauss Petr Kubíček | 2h32'08"    |
| K-1    | Manuel Busto Fernández                         | 2h22'30"    | Istvan Salga                                          | 2h22'32",44 | Michael Leverett                      | 2h22'32",74 |
| K-2    | Spagna Jorge Alonso González Santiago Guerrero | 2h12'44"    | Spagna Julio Martínez Gómez Rafael Quevedo Torrientes | 2h12'45"    | Portogallo Marcio Pinto Miguel Gomes  | 2h12'46"    |

### Donne
| Evento | Oro                              | Perform. | Argento                                 | Perform.     | Bronzo                                  | Perform.     |
| Canoa  |                                  |          |                                         |              |                                         |              |
| K-1    | Mara Santos                      | 2h34'20" | Kornelia Szonda                         | 2h34'22",056 | Chantal Meek                            | 2h49'45",059 |
| K-2    | Ungheria Andrea Pitz Renata Csay | 2h25'27" | Ungheria Kornelia Szonda Edit Javorszky | 2h26'07"     | Danimarca Mette Barfod Jeanette Knudsen | 2h26'08"     |